# جان دویل (فوتبال)
جان دویل (انگلیسی: John Doyle؛ زادهٔ ۱۶ مارس ۱۹۶۶) یک بازیکن فوتبال اهل ایالات متحده آمریکا است.

## تیم ملی
وی همچنین در تیم ملی فوتبال ایالات متحده آمریکا بازی کرده است.